# Slaget om Falun
Slaget om Falun var det första slaget under befrielsekriget, som ägde rum i Falun den 5 februari 1521. Svenska rebeller under Gustav Vasa, som bara några dagar tidigare utropades som ledare för dalkarlarna mot danskarna, plundrade Falun. Rebellerna, som bestod av några hundra dåligt beväpnade bönder och några adelsofficerare, överraskade de danska styrkorna i staden; den lokala fogden Kristoffer Olsson och några andra som betraktades som ”förrädare” tillfångatogs. De tyska köpmännens handelsbodar i staden plundrades, och befolkningen beskattades. 
Rebellerna fortsatte vidare genom Dalarna och samlade in många nya rekryter. En kort tid senare återvände de till Falun (10 februari troligen), där lokalbefolkningen svor trohet till Gustav Vasa och hans sak. Det ska ha varit en söndag och Vasa möte bergsmännen vid Stora Kopparbergs kyrka. Upproret fortsatte fram till Malmö recess 1524. Året tidigare kröntes Vasa till Sveriges konung. 
Den enda källa som berättar om slaget vid Falun är Svarte Peders krönika är subjektiv så torde det finnas någon form av historisk förankring. I samband med  sitt besök vid Kopparberget besöker Gustav Vasa troligen Tuna också. Den till kung Kristian II insamlade skatten och avraden lägger Vasa beslag på samt använder sig av landskapssigillet för att besegla kommande dokument. Den styrka som Vasa hade samlat vid sitt besök vid Kopparberget var första gången cirka 400 och andra gången cirka 1 500 enligt Peder Svarts krönika. Då inga andra källor nämner styrkans storlek så är det en osäker uppgift om styrkeförhållandet mellan unionsmotståndare och företrädare för Kalmarunionen i de strider som inleder befrielsekriget 1521 - 1523. 
Förutom Sundberg och Lindqvist så skriver Hildebrand kort om slaget i Falun i sin bok "Falu stads historia till år 1687". Med tanke på vad som tidigare skrivits om Gustav Vasa är textmängden om slaget om Falun kort. Det kan bero på att källmaterialet är ringa, kanske bara Svarts krönika, att tillgå. Lagerqvist skriver en kort notering i en artikel i Fataburen (s.13 - 14) om att Gustav Vasa besöker Kopparberget vid aktuell tid innan han beger sig till Hälsingland och Gästrikland vårvintern 1521.